# Wium van Zyl
Wium van Zyl (Heidelberg, Zuid-Afrika, september 1948) is een Zuid-Afrikaans taalkundige, journalist, dichter, en literair-criticus. Hij is emeritus-hoogleraar in Afrikaans en Neerlandistiek aan de Universiteit van Wes-Kaapland in Bellville, Kaapstad, Zuid-Afrika. 

## Levensloop
Hij is geboren als W.J. van Zyl in Heidelberg (West Kaap Provincie), op een boerderij, waar hij ook zijn jeugd heeft doorgebracht.
Na zijn middelbare school studeerde hij Afrikaans-Nederlands aan de Universiteit van Stellenbosch, waar hij zijn Master-diploma behaalde in 1975. Hij studeerde ook in Nederland aan de Universiteit van Utrecht, waar hij in 1984 zijn doctoraaldiploma behaalde. De verbondenheid met Nederlandse literatoren was mogelijk door de samenwerking tussen Nederland en Zuid-Afrika via onder andere de Nederlands Zuid-Afrikaanse Vereniging.  Hij voltooide zijn literaire studie met een dissertatie aan de Universiteit van Stellenbosch in 1988 over Willem Frederik Hermans, de literator en criticus die behoort tot de zogenoemde ‘Grote drie’ van naoorlogse Nederlandse auteurs.

### Dichter
Wium van Zyl schreef ook gedichten en debuteerde met de bundel Oggendvuur, gepubliceerd in 1991. In 1993 vervolgde hij met Syferfontein. In zijn benadering is het landschap van de streek Overberg en de semi-woestijn de Klein Karoo in de Westkaap Provincie kenmerkend. Overigens is door zijn studie en carrière de verbondenheid met Nederland en met name de stad Utrecht, groot geweest. 

### Literair criticus
Van Zyl schreef diverse boekbesprekingen van Afrikaanse en Nederlandse auteurs en stond aan de wieg van diverse initiatieven om het Nederlands en het Afrikaans te bevorderen.
Bij de afsluiting van zijn loopbaan in 2014 ontving Wium van Zyl de Van Riebeeckpenning, die uitgereikt werd door de Nederlands Zuid-Afrikaanse Vereniging in de Doopsgezinde kerk te Amsterdam.
Zijn aandacht ging in het begin uit naar de Afrikaanse volkspoëzie, in het bijzonder die van Boerneef. Deze belangstelling wordt verdiept tijdens zijn studie in Utrecht.
In Nederland wordt de belangstelling gewekt voor de literatuur van W.F. Hermans, die zowel fysisch geograaf is aan de Universiteit van Groningen als dichter en romanschrijver.
In de relatie met Nederlandse taal- en letterkundigen is van Zyl initiatiefrijk geweest om inhoudelijke relaties te onderhouden met vakgenoten waardoor hij gastcolleges Afrikaanse letterkunde heeft gegeven aan de Vrije Universiteit te Amsterdam en bij het Zuid-Afrikahuis van de Nederlands Zuid-Afrikaanse Vereniging. Later, in 1993, werkte hij samen met Dr. Hans Ester van de Radboud Universiteit in Nijmegen en Braam de Vries bij het ontwikkelen en geven van cursussen Afrikaans.

### Docent
Van Zyl is docent Algemene literatuurwetenschap geweest aan de Universiteit van de Vrijstaat.
De betekenis van Van Zyl is vooral op het gebied voor het onderwijs aan de faculteit der Letteren voor de gekleurde bevolkingsgroep, die onderwijs volgt aan de UWK. Deze positie heeft hij lang bekleed, van 1981 tot 2014. Daar lagen ook mogelijkheden om studentenuitwisseling met Nederland te organiseren en de benoeming van gastdocenten uit Nederland om een stafpositie te bekleden aan de UWK. Het Departement Afrikaans en Nederlands heeft op deze wijze een bijdrage geleverd aan wetenschappelijke staf voor posities in binnen- en buitenland.
Een van zijn initiatieven was de oprichting van de Suid-Afrikaanse Vereniging vir Neerlandistiek in de Wes Kaap Provincie, een professionele vereniging voor letterkundigen. Dat versterkt het wetenschappelijk inhoudelijk gesprek van de taal- en letterkundigen in zijn eigen land en biedt contactmogelijkheden met afdelingen Afrikanistiek van buitenlandse universiteiten.
Voor het ontstaan van ‘Het huis der Nederlanden’ in Pinelands, Kaapstad in 1997 heeft Van Zyl een belangrijke bijdrage geleverd. Het kreeg een vervolg in het huidige SASNEV, het Suid-Afrikaanse Sentrum vir Nederland en Vlaanderen, een cultureel ontmoetingscentrum voor literatoren en schoolleerlingen uit Kaapstad en omgeving.
De literaire reizen die de literator John Kannemeyer organiseerde werden mede een succes door de inzet van Wium van Zyl.

## Onderscheidingen
Van Zyl ontving in 2014 de Van Riebeeckpenning van de Nederlands Zuid-Afrikaanse Vereniging te Amsterdam met een laudatio van Dr. Leopold Scholz.